# Kayla Maisonet
Kayla Rose Maisonet (Nova Iorque, 20 de junho de 1999) é uma atriz norte-americana. Ela atualmente estrela como Georgie Diaz na série do Disney Channel. Stuck in the Middle.
Primeiramente ela fez diversos papéis na televisão, em sua maioria papéis recorrentes como na série do Disney Channel, Dog with a Blog como Lindsay, na série da Nickelodeon, The Haunted Hathaways como Lilly e um piloto para uma série do Disney Channel chamado Shmagreggie Saves the World como TMC. Ela fez uma aparição na comédia da NBC, Mulaney. Maisonet venceu o prêmio de Melhor Performance em uma série de TV pelo seu papel em Dog with a Blog em 2014 no Young Artist Awards.

## Filmografia
| Ano       | Título                      | Papel       | Notas                          |
| --------- | --------------------------- | ----------- | ------------------------------ |
| 2011      | A New York Fairy Tale       | Bella       | Curta-Metragem                 |
| 2012      | Shmagreggie Saves the World | TMC         | Piloto cancelado               |
| 2012–15   | Dog with a Blog             | Lindsay     | Papel recorrente, 20 episódios |
| 2013      | The Haunted Hathaways       | Lilly       | 3 episódios                    |
| 2015      | Mulaney                     | Adolescente | Episódio: "Ruby"               |
| 2016-2018 | A Irmã do Meio              | Georgie     | Papel principal                |

## Prêmios e indicações
| Ano  | Prêmio              | Categoria                             | Trabalho        | Resultado | Ref   |
| ---- | ------------------- | ------------------------------------- | --------------- | --------- | ----- |
| 2014 | Young Artist Awards | Melhor Performance em uma série de TV | Dog with a Blog | Venceu    | [ 3 ] |